# Susana Harp
Susana Harp Iturribarría (Oaxaca de Juárez, Oaxaca; 8 de abril de 1968) es una psicóloga, política, cantante mexicana de música tradicional y afiliada al Movimiento Regeneración Nacional. De 2018 a 2024 fue Senadora de la República de la LXIV legislatura del Congreso de la Unión en representación del estado de Oaxaca,y Presidenta de la Comisión de Cultura del Senado de la República. Desde el 1 de septiembre de 2024, es senadora de la República al Congreso de la Unión por Lista Nacional. 

## Biografía
Nació en la Ciudad de Oaxaca en 1968, su madre Lila Iturribarría es originaria de Oaxaca y su padre Antonio Harp Helú es un comerciante que llegó a México procedente de Líbano a los cinco años. Desde muy pequeña participó en actividades comunitarias conocidas como tequio (del idioma náhuatl: tequitl o tequiyo ‘trabajo o tributo’), y su infancia se desarrolló tranquila, aunque siempre mostró interés por la música ya que su abuelo Jorge Fernando Iturribarría Martínez le inculcó tal gusto.
A los 16 años de edad decidió estudiar canto, pero antes prefirió enfocarse en su carrera académica y concluyó la licenciatura en psicología en la Universidad Regional del Sureste. A la edad de 22 años se trasladó a la Ciudad de México para continuar de manera formal sus estudios de canto y a la vez hacer una especialidad en Psicoterapia Gestalt y una maestría en Programación Neurolingüística. Fue hasta 1996 cuando tuvo la oportunidad de incursionar en la música con un proyecto llamado Xquenda (del idioma zapoteco: guenda ‘alma’), que fue su primer disco con canciones oaxaqueñas en zapoteco, náhuatl, mixe y en español. 
Posteriormente, fundó la Asociación Cultural Xquenda A.C y por medio de ella ha apoyado diversos proyectos para el Centro de Capacitación Musical y Desarrollo de la Cultura Mixe (CECAM) en Santa María Tlahuitoltepec. Esta asociación civil promueve e impulsa el talento de los estudiantes del Cecam. Ha producido materiales discográficos y conciertos en los que han colaborado intérpretes como el tenor Fernando de la Mora, el flautista Horacio Franco, el pianista Héctor Infanzón, el saxofonista Miguel Ángel Samperio y el arpista Andrés Alfonso Vergara, con el objetivo final de conseguir fondos para poder brindar "educación de calidad para que los niños y jóvenes oaxaqueños no emigren para trabajar y estudiar, y concluyan sus estudios dentro de sus comunidades". La Banda Infantil del Cecam obtuvo en 1985 el Premio Nacional de Artes y Tradiciones Populares de México.

## Trayectoria académica
Estudió psicología en la Universidad Regional del Sureste. Posteriormente realizó una maestría en Programación Neurolingüística en el Centro Mexicano de Programación Neurolingüística". En su repertorio interpreta sones tradicionales en diversas lenguas, así como temas de compositores mexicanos donde fusiona lo tradicional con lo moderno, en su estilo musical reivindica sus raíces mestizas.

## Trayectoria profesional
Susana Harp ha realizado presentaciones en diversos escenarios de América y Europa así como en diversos festivales de México, con el principal objetivo de promover la música tradicional mexicana. Frecuentemente ha interpretado canciones en lenguas autóctonas como el zapoteco, el mixe, el náhuatl, el maya, entre otras. Paralelamente, ha promovido la cultura de comunidades marginadas a través de la música.
Su discografía cuenta con ocho grabaciones de estudio, mediante ellos ha logrado apoyar a más de cincuenta proyectos culturales, tanto de artistas independientes como de comunidades indígenas. Cabe señalar que la cantante se ha logrado colocar con gran aceptación entre el público.

## Carrera artística

### Xquenda (1997)
Con la edición en 1997 de su disco debut Xquenda, Harp se dirigía a una audiencia contemporánea. Este álbum contenía sones tradicionales como "La Llorona", "Canción Anónima" y "La Martiniana", y el disco fue bien recibido por la crítica y logró posicionarse en el "Top 10" de álbumes de música mundial en México. Susana recibió diversos reconocimientos como "mejor artista revelación" y por su labor de difusión y recopilación de la cultura mexicana. Este material fue producido de forma independiente con el apoyo del Instituto Oaxaqueño de las Culturas, con Xquenda Harp recibió reconocimiento tanto en México como en Estados Unidos.
Dicho reconocimiento público comenzó cuando el periodista Guillermo Ochoa la invitó a su programa para conversar sobre su primer disco.

### Béele crúu (2000)
Tres años más tarde después del lanzamiento de "Xquenda", Harp lanza al mercado su segundo álbum de estudio titulado Béele Crúu, un álbum de música mexicana con canciones en español, Zapoteco y Mazateco y que contenía temas memorables como "Sabrosito Son", "La Mulata" y "Sol de Alas Anchas". Con este álbum realizó una gira por México, Estados Unidos, y Europa que supuso la primera gira a gran escala por la intérprete. A lo largo de su trayectoria, Susana siempre ha contado con una audiencia diversa, multirracial, que se siente atraída por el amplio concepto musical que contiene así como la fusión de diversas culturas y ritmos.

### Mi tierra (2002)
En 2002, Susana Harp editó Mi tierra, un álbum memorable y entrañablemente honesto que se ganó la aclamación comercial y de la crítica, este discó fue grabado con la Banda de Música del Estado de Oaxaca dirigida por Eliseo Martínez. "Mi Tierra" tuvo un recibimiento excelente en el mercado latinoamericano debido a que el álbum poseía tanto sones tradicionales como chilenas, boleros y una versión instrumental del Dios Nunca Muere, en México permaneció 10 semanas en las listas, en Estados Unidos llegó a posicionarse en el álbum número ocho en ventas del género world music, mientras que en Europa se colocó en el número 10 en los charts de música mundial.
Este álbum se ha convertido en los mayores éxitos de Susana Harp debido a que logró colocarse rápidamente en los charts de toda Latinoamérica, Europa y Asia en la posición número diez durante varias semanas consecutivas. En México, Harp impactó a la crítica debido a las excelentes interpretaciones y se caracteriza por ser una artista que aplica en su mayoría el género world music, además del folk.

### Arriba del cielo (2003)
A la par con la promoción del álbum "Mi Tierra", la artista realiza el que sería su tercer álbum de estudio titulado Arriba del Cielo, el cual salió a la luz en 2003 desde su lanzamiento tuvo una mayor acogida, en él se destacan temas infantiles como rondas, canciones de cuna y nanas aunque en cierto modo este trabajo estaba dirigido hacia un público infantil tuvo una mejor aceptación entre el público mayor, ya que los arreglos y las versiones realizadas de estos temas resultan más complejas, además de que la mayoría de las letras incluidas en este álbum fueron interpretadas en lenguas indígenas de México como el náhuatl, mixteco, zapoteco y español.
El álbum fue bien recibido por el público llegando a ser el más vendido en su género en México, España y entre el público hispano de Estados Unidos, entre otros.

### Ahora (2005)
En abril de 2005, Harp reaparece con un nuevo álbum titulado Ahora de este álbum se destacan canciones como "Se vive así", "Morir en paz", "La bailarina", "De cara al sol", entre otros, este álbum cuenta con importantes canciones que rápidamente se convirtieron en éxitos moderados. En este disco Harp debuta como compositora escribiendo los temas "Wiyeri niukiyari" y "Jpas abtel", las demás letras incluidas son de la autoría de Marcial Alejandro, Héctor Infanzón, Pepe Elorza, David Haro, la poeta chiapaneca Enriqueta Lúnez, entre otros.
"Ahora" se colocó dentro de los álbumes más vendidos del género world music en países como Italia, Francia, España, Argentina, Japón, México, demás países latinoamericanos, asiáticos, europeos además con este disco Susana entró en los charts de África, principalmente en Marruecos.

### Fandangos de ébano (2008)
Producción de 2008 en donde se rescatan sonidos de influencia afromexicana, intentando dar visibilidad a los pueblos afromestizos. Las canciones que incluye el álbum son: anoche estuve soñando, mariquita María, soy el negro de la costa, arriba del cielo, seguiré mi viaje, negra consentida, el santiagüito, ariles del campanario, la mariquita, corrido de ébano, pedimentos de angelito, pinotepa y danza de los diablos.

### De Jolgorios y velorios (2009)
Acompañada por la Orquesta Sinfónica del Instituto Politécnico Nacional presenta en 2009 los temas: el solito, muerte platícame, la Catrina, arrullo al revés, morir en paz, dios nunca muere, guendanabani, décimas a la Calaca, la llorona, parabienes de angelito y la Martiniana.

### Mi tierra vol. II (2010)
El segundo volumen de Mi tierra apareció en 2010 donde Harp es acompañada por la Banda Sinfónica de Oaxaca, en este álbum aparecen las canciones la malagueña curreña, flores mazatecas, lindo oaxaca, ya te he dicho, llévame oaxaqueña, son bilgu, dios nunca muere, como un lunar, la paulina, son huilni, soliluna y fantasía sobre la danza de la luna.

### Mexicanísima (2011)
Celebrando el bicentenario de la Independencia de México grabó Mexicanísima con temas recolectados en el Archivo General de la Nación que reflejan las épocas prehispánica, conquista, colonia, independencia y contemporánea.

### Aguadiosa (2012)
Para 2012 presentó el álbum Aguadiosa cuya investigación fue asesorada por la UNAM y CONABIO, en donde llama sobre la gran diversidad de México y los problemas que presentan; los temas incluidos son:  ¿quién parará esta locura?, aguadiosa, lluvia de tu cielo, wiyeri niukiyari, casi lo se, mi corazón me recuerda, agua marina, el gusto, tirinquen tsutsuki, canto de amor y desesperanza al río papaloapan.

### Misterios Gozosos (2014)
Misterios Gozosos es su decimoprimer álbum donde interpreta un repertorio del cancionario popular mexicano: cielito lindo, la bruja, que nadie sepa mi sufrir, bésame mucho, luz de luna, las canastas, nereidas, la bamba, caballo viejo, se te olvida, bilongo, la llorona, huapango de moncayo e historias del huapango.

## Trayectoria política
Fue propuesta como candidata al Senado por parte del partido político Morena, parte de la coalición Juntos Haremos Historia. El 1 de julio de 2018 resultó elegida como senadora en primera fórmula por Oaxaca.
En 2022, fue precandidata a gobernadora de Oaxaca por el Movimiento Regeneración Nacional, donde resultó nominado Salomón Jara Cruz. 
En 2024, al formar parte de la lista de senadores plurinominales de Morena en la cuarta posición, Harp asumió el cargo de senadora de la república por Lista Nacional el 1 de septiembre de 2024.

## Vida personal
Es sobrina del empresario mexicano Alfredo Harp Helú y nieta del político y escritor oaxaqueño Jorge Fernando Iturribarría Martínez. Se casó con un empresario mexicano. En los últimos años vive en Oaxaca de Juárez y alterna su estancia en la Ciudad de México junto a su esposo e hijo.

## Discografía
- 1997 Xquenda.
- 2000 Béele crúu (Cruz del cielo).
- 2002 Mi tierra.
- 2003 Arriba del cielo.
- 2005 Ahora.
- 2008 Fandangos de ébano.
- 2009 De jolgorios y velorios.
- 2010 Mi tierra, Vol. II.
- 2011 Mexicanísima.
- 2012 Aguadiosa.
- 2014 Misterios Gozosos.
- 2016 20 Años de Son, Vol. 1 y 2.